# Tetraonyx ruficollis
Tetraonyx ruficollis is een keversoort uit de familie van oliekevers (Meloidae). De wetenschappelijke naam van de soort is voor het eerst geldig gepubliceerd in 1840 door Castelnau.